# Olga Chlupová
Olga Chlupová (* 16. listopadu 1956) je bývalá československá sportovní plavkyně.

## Sportovní kariéra
Pocházela ze sportovní rodiny. Matka Olga patřila k dlouholetým oporám volejbalového týmu žen v Gottwaldově (dnes Zlíně). Plavat se naučila pozdě v 11 letech v kursech plavání pro žáky základních škol. Byla vysoká, štíhlá a tak padla do oka trenérům plaveckého oddílu TJ Gottwaldov. Ve svých 12 letech byla zařazena do experimentální plavecké třídy.
Vrcholově začala plavat až v 9. třídě ve svých 15 letech pod vedením trenéra Evžena Hečka staršího. Hečko jí vedl k všestrannosti a tak si oblíbila dva zcela různorodé plavecké styly kraul a prsa. Byla tichá, málomluvná, ale velice ctižádostivá. Vadil jí přístup ostatních k tréninku: "Chtěla bych jednou porazit plavkyně NDR, ale ony jsou o pár tříd výš a my to bereme jako samozřejmost, se kterou se musíme smířit." Její den začínal v půl šesté ráno. Ve čtvrt na sedm byla v bazénu a plavala zhruba dvě hodiny. Tréninky měla, na rozdíl od mnoha jiných plavců, ráda: "Pohyby mám dávno zmechanizované a vychutnávám si radost z pohybu. Když se radost začne vytrácet, začnu o něčem přemýšlet. Třeba si vzpomenu, co jsme včera brali ve škole, opakuju si anglická slovíčka. Když na mě jde těžká únava, začnu přemýšlet o horách, o tom jak sjíždím svah na lyžích. Pak se ale vrátím myšlenkami na zem a vzpomenu si na svůj cíl splnit limit na mistrovství světa. A když už nemám o čem přemýšlet, začnu si zpívat. Pochopitelně jen v duchu. Takhle mi nějak ty dvě hodiny utečou." Po tréninku šla na devátou do školy a po škole od 6 večer další dvě hodiny plavání. Na konci tréninku měla naplaváno kolem 10 km.
Poprvé na sebe upozornila v olympijském roce 1972 jako nadějná prsařka. V roce 1973 pronikla naplno mezi československou plaveckou špičku a na červencovém mistrovství republiky získala 4 mistrovské tituly na tratích 100 m, 200 m volný způsob, 200 m prsa a 200 m polohový závod. O pátý titul přišla diskvalifikací na 400 m polohový závod pro špatnou obrátku. Těmito výsledky si zajistila nominaci na premiérové zářijové mistrovství světa v Bělehradě. V Bělehradě startovala ve čtyřech disciplínách 100 m volný způsob, 100 m a 200 m prsa a 200 m volný způsob a ani jeden závod se jí nepovedl. Příčinou nevydařeného mistrovství byl předčasný vrchol. Její přílišná vytíženost v Evropském poháru krátce před mistrovstvím, v jehož A-skupině se snažil československý tým udržet.
V roce 1974 se začala v tréninku více soustředit na kraulový sprint a dlouho se nemohla dostat do optimální formy. K té jí pomohla až oddílová kolegyně a sparingpartnerka Jarmila Hemerková, která krátce před srpnovým mistrovství republiky překonala časem 2:12,1 letitý československý rekord Oľgy Kozičové na 200 m volný způsob. Začátkem srpna na mistrovství republiky v Bratislavě překonala na 200 m volný způsob československý rekord Hemerkové a časem 2:10,8 vyrovnala ostrý limit pro start na mistrovství Evropy ve Vídni v druhé polovině srpna – problémem bylo, že 14 dní po termínu. Na doporučení trenérské rady a jejího předsedy Pavla Pazdírka však byla dodatečně nominovaná. Ve Vídni v rozplavbách zaplavala o sekundu horší čas osobního rekordu a nepostoupila mezi finálovou osmičku. Startovala i na kratší trati 100 m volný způsob, kde skončila v druhé polovině startovního pole. Její dodatečná nominace čtvrté kraulerky umožnila delegaci přihlásit štafetu na 4×100 m. V československém rekordu 4:07,42 obsadila se štafetou první nepostupové místo do finále.
Na jaře 1975 nefigurovala v předběžné nominaci na červencové mistrovství světa v kolumbijském Cali. V letní sezóně se však opět dostala do formy. Na srpnovém mistrovství republiky v Podolí na 100 m volný způsob překonala časem 1:00,4 rok starý československý rekord Jaroslavy Pavlíčkové. V polovině srpna se na evropském poháru B-skupiny jako první československá plavkyně dostala na 200 m volný způsob pod 130 sekund (2:09,11). Trenéři s ní pro olympijskou sezónu 1976 počítali na krátké polohovce 200 m, na které jí však dlouhodobě brzdily technické nedostatky z prvního znakařského úseku.
V olympijském roce 1976 přišlo několik události, které jí znemožnily adekvátní přípravu na červencové olympijské hry v Montréalu. V březnu prodělala blíže nespecifikovanou operaci ledvin. V květnu maturovala na střední škole a skládala přijímačky na vysokou školu. Po sportovní stránce smolný půlrok zakončila koncem června zpráva, že jí vytoužený primát první ženy z Československa co zaplavala 100 m pod 60 sekund vzala Helena Hladká. Na červencovém mistrovství republiky v Bratislavě však přijela výborně připravena. Na 100 m volným způsobem se společně s Jaroslavou Pavlíčkovou časem 59,9 dostala pod 60 sekund a o titul přišla jen o konečky prstů. Na 200 m volný způsob získala mistrovský titul a o desetinu zaostala za svým osobním rekordem 2:09,11. Evropská i světová špička však byla daleko před ní – vítězná východní Němka Kornelia Enderová zaplavala ve finále olympijských her 200 m volný způsob dokonce pod 2 minuty.
Na podzim 1976 odešla studovat vysokou školu do Bratislavy a pro letní sezónu 1977 oznámila přestup do bratislavského vysokoškolského klubu Slávia UK k trenéru Mariánu Filčákovi. Stále si držela výkonnost z před dvou let a na červencovém mistrovství republiky v Podolí opanovala kraulerský sprint. V srpnu startovala na Letní univerziádě v Sofii, ale závody se jí nepovedly. V žádném ze tří startů (100 m volný způsob, 100 m a 200 m prsa) nepostoupila z rozplaveb. Na vrcholové úrovní plavala ještě další rok 1978 a následně se plně soustředila na studium.